# Aero A.101
Aero A.101 — чехословацкий многоцелевой самолёт-биплан, разработанный и выпускавшийся компанией Aero Vodochody в середине 1930-х годов.
С января 1936 года на вооружении ВВС Чехословакии, годом позже эти самолёты были проданы в Испанию, где использовались обеими участвовавшими в гражданской войне сторонами.

## История

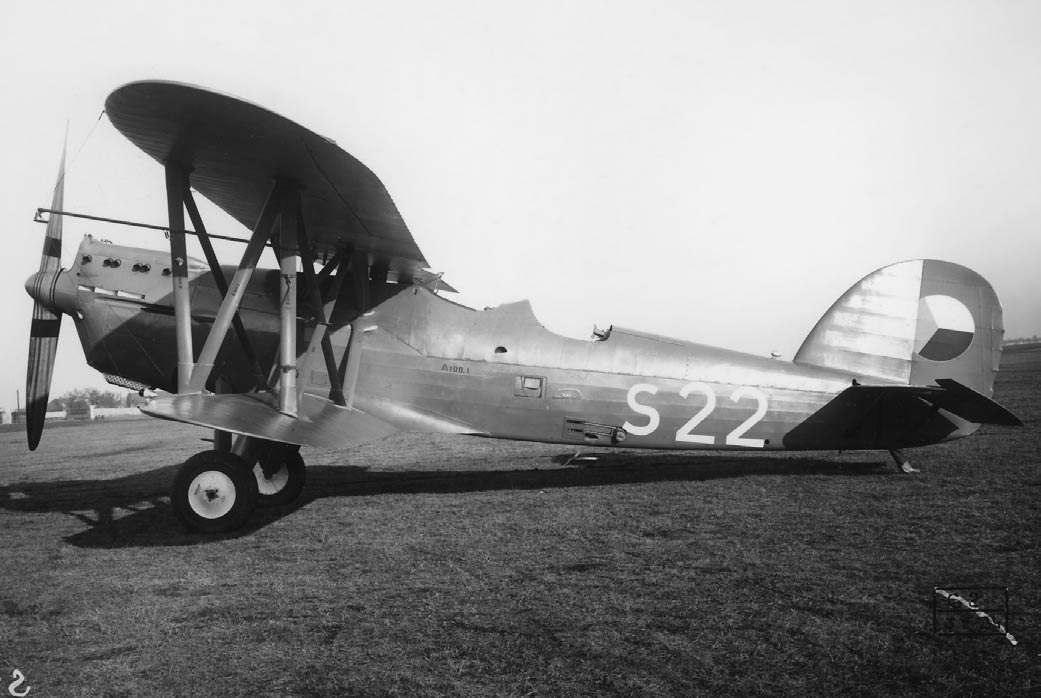
Предшественник, Aero A.100.

Причиной создания этого самолёта стала попытка Министерства обороны Чехословакии найти применение 50 двигателям Praga Asso (выпускавшимся по итальянской лицензии Isotta Fraschini Asso), которые ранее планировалось использовать на бомбардировщиках Aero A-42. Однако, запланированный выпуск A-42 не состоялся, а заранее закупленные двигатели с 1932 года хранились на военных складах; поэтому Министерство обороны требовало от разработчиков возможности использования двигателей Asso.
Aero A.101 стал доработкой конструкции предшествующей модели Aero A.100. Планер был увеличен и усилен, поскольку двигатель Asso был тяжелее устанавливавшегося ранее Avia Vr.36. Прототип совершил первый полёт 12 декабря 1934 года. Однако даже при возросшей на 33 % мощности, в итоге ТТХ самолёта оказались хуже, чем у предшественника, и ВВС Чехословакии не проявили интереса к этой модели. Проблемы с двигателем были также одной из причин задержки поставки заказанных 29 серийных самолётов для ВВС Чехословакии, которые начались только в январе 1936 года.
Тем не менее, серийный выпуск самолёта продолжился, поскольку 50 машин были заказаны республиканской Испанией которая собиралась их использовать на фронтах гражданской войны. Большая их часть была захвачены националистами и применялась против первоначальных хозяев.
Несколько позже выпускалась модификация с модернизированным двигателем — Ab.101.

## Применение

### ВВС Чехословакии
Большая часть машин служила в 6-м авиаполку: в 71-й и 72-й эскадрильях в Кбелах и 73-й и 74-й эскадрильях в Миловице. Несколько машин временно передавались 5-му авиаполку в Брно для обучения ночным полётам. Самолёты были относительно надёжными, но их лётно-технические характеристики были признаны слабыми а в процессе эксплуатации стали также появляться проблемы с повреждениями обшивки крыла и растрескиванием металлических труб конструкции фюзеляжа. Были также отказы двигателей, ставшие причиной минимум двух аварий. Обе эти аварии обошлись без жертв; разобранные планёры пришлось сдать на слом, а двигатели передать производителю для ремонта.
Министерство обороны не стало заказывать ещё одну серию А-101, а продолжило разработку типа Ab-101 с двигателем Hispano-Suiza 12Ydrs. В 1937 году все А-101 были проданы правительству республиканской Испании, где в то время шла гражданская война. Из-за эмбарго на поставки оружия воюющим сторонам торговля шла через Эстонию.

### Гражданская война в Испании
Контракт на закупку 52 самолётов разных типов был подписан в Таллинне 23 января 1937 года. Отслужившие год в ВВС Чехословакии А-101 были проданы по цене 884 229 крон за штуку, что было больше закупочной цены нового самолёта в 862 000 крон. Помимо 28 машин А-101, запасных частей и двигателей Asso, в контракт также входили 24 истребителя Letov Š-231, также с запчастями и двигателями. Итоговая сумма в 70 108 329,25 крон превосходила любой из предыдущих платежей за поставки чехословацкой авиатехники. Чистая прибыль Министерства обороны составила 5 529 318,25 крон.
Первая партия из 22 А-101 была отправлена из Гдыни 8 апреля 1937 года на борту судна Hordena под панамским флагом. Официальным портом назначения был уругвайский Монтевидео, но на самом деле он направлялся в Сантандер. Националисты получили точные сведения о грузе корабля от своих информаторов, и 15 апреля судно было перехвачено в Бискайском заливе лёгким крейсером Альмиранте Сервера. Захваченные А-101 были включены в состав ВВС националистов, и вероятно, участвовали в боях с начала июня 1937 года. Они хорошо зарекомендовали себя и использовались до конца гражданской войны. 9 штук были потеряны в ходе боёв. Но ни один из них не был сбит самолётом противника, поскольку они применялись на тех участках фронта, где республиканская истребительная авиация была слаба, а сами были хорошо прикрыты своими истребителями. Причиной большей часть потерь были несчастные случаи. Во франкистских ВВС А-101 получили прозище "Ока" (гусь) или "Прага".
Остальные 6 А-101 были отправлены весной 1938 года, также через Гдыню; предположительно, на борту французского судна Gravelines компании France-Navigation. Груз был доставлен до французского порта Бассан, близ Бордо, откуда самолёты перевезли на грузовиках в Испанию 10 мая 1938 года. В республиканских ВВС (FARE) они поступили в авиагруппу 72.4, а другие 9 самолётов, прибывших в 1938 году — в 71-ю группу, где числились в эскадрилье ночных бомбардировщиков вместе с  Vultee V-1, Dewoitine D.371 и Letov Š-231.
А-101 в FARE обозначались LA (Ligero Aero) 001 — 006. Республиканцам самолёт не очень понравился, он получил прозвище «Толстая корова». Лётчик-республиканец Сантьяго Капильяс Гоити, бывший командир эскадрильи Р-5 и Р-Z, оценил А-101 как «очень громоздкий, неповоротливый и медленный».  На фронт они не попали, а использовались только для прибрежного патрулирования (из аэропортов вокруг Жироны) и в качестве учебных. Машины были уничтожены 5 и 6 февраля 1939 года в результате авианалётов на аэродромы Фигерас и Вилажуига, о потерях за время предыдущей службы ничего не известно. Информация в более старой литературе о республиканских А-101, захваченных в конце Гражданской войны, скорее всего, ошибочна из-за путаницы с Р-5 и Р-Z.
После победы националистов в гражданской войне оставшиеся А-101 использовались в качестве учебных самолётов, но из-за морального устаревания типа и отсутствия запчастей они были сняты с вооружения. По состоянию на 1 августа 1940 года в составе ВВС Испании находились последние 5 штук, непригодных к полётам и подлежащих списанию.

## Тактико-технические характеристики (A.101)
Технические характеристики
- Экипаж: 2
- Длина: 12,09 м
- Размах крыла: 16,99 м
- Высота: 3,73 м
- Площадь крыла: 58,7 м² (обоих крыльев)
- Масса пустого: 2 578 кг
- Нормальная взлётная масса: 4 345 кг
- Силовая установка: 1 × 18-цилиндровый W-образный водяного охлаждения ČKD Praga-Isotta Fraschini Asso 750
- Мощность двигателей: 1 × 990 л. с. (1 × 738)
- Воздушный винт: двухлопастный, деревянный, фиксированного шага

Лётные характеристики
- Максимальная скорость: 265 км/ч
- Практическая дальность: 845 км
- Практический потолок: 5 500 м
- Скороподъёмность: 2,5 м/с
- Нагрузка на крыло: 74 кг/м²
- Тяговооружённость: 170 Вт/кг

Вооружение
- Стрелково-пушечное: 2 × 7,92-мм пулемёта Vz. 30, ещё 2 аналогичных пулемёта в задней кабине
 (есть данные о ранее устанавливавшихся vz. 28, но без указаний был ли это собственно vz.28 (Виккерс), либо vz. L/28 (Льюис), или же оба типа вместе).
- Бомбы: 500 кг

## Эксплуатанты
Чехословакия
- ВВС Чехословакии: 29 серийных машин, включая прототип.

 Словацкая республика (1939—1945)
- Словацкие воздушные силы: 2 шт. на 14.03.1939

 Республиканская Испания
- Испанская республиканская авиация[14]: закуплено 28, получено 6; остальные вероятно захвачены националистами.

 Франкистская Испания
- ВВС франкистской Испании: предположительно 22 шт.

 Германия
- Люфтваффе